# Ришарт Витсхе
Ричард Витсхе (хол. Richard Witschge; Амстердам, 20. септембар 1969) бивши је холандски фудбалер.

## Каријера
Током каријере играо је за Ајакс, Барселона, Бордо, Алавес и многе друге клубове.

## Репрезентација
За репрезентацију Холандије дебитовао је 1990. године, наступао и на Светском првенству 1990. године. За национални тим одиграо је 31 утакмица и постигао 1 гол.

## Статистика
| Холандија | Холандија | Холандија |
| Год.      | Ута.      | Гол.      |
| --------- | --------- | --------- |
| 1990      | 11        | 0         |
| 1991      | 6         | 1         |
| 1992      | 2         | 0         |
| 1993      | 0         | 0         |
| 1994      | 0         | 0         |
| 1995      | 3         | 0         |
| 1996      | 7         | 0         |
| 1997      | 1         | 0         |
| 1998      | 0         | 0         |
| 1999      | 0         | 0         |
| 2000      | 1         | 0         |
| Укупно    | 31        | 1         |